# Etidokain
Az etidokain helyi vagy (gerincbe adva) központi idegblokkot kiváltó érzéstelenítő gyógyszer. Gyakran adrenalinnal (epinefrinnel) kombinálva adják (melyet ugyancsak használnak helyi érzéstelenítésre).
Hatásában és kémiai szerkezetében a lidokainhoz hasonlít. Ugyanolyan gyorsan kezd hatni (3–5 perc), de hatásideje másfél-kétszerese a lidokainénak: helyi használatban nem ritka a 9 órán át tartó fájdalomcsillapítás.
Az idegsejtek membránját stabilizálja, az ionok számára átjárhatatlanná teszi. Ez gátolja az fájdalominger továbbítását.

## Ellenjavallatok
Állatkísérletekben sem rákkeltő, sem magzatot károsító hatást nem találtak, de terhes nőkön nincs megfelelő tapasztalat, és az állatkísérletek eredményei nem mindig vihetők át emberre.
A szer ugyanakkor nagyon gyorsan átjut a méhlepényen, és különböző fokú mérgezést, acidózist, a szívverés lassulását okozhatja, ezért a szer normál körülmények között ellenjavallt terhességben, de császármetszéskor alkalmazható (sőt, ajánlott).
Nem tudni, hogy az etidokain kiválasztódik-e az anyatejbe.

## Mellékhatások
A központi idegrendszerre először izgató hatást gyakorol (idegesség, hányás, kettős vagy homályos látás), mely egészen rövid lehet, vagy akár el is maradhat. Ezt álmosság, eszméletvesztés, légzési nehézségek követhetik. Az álmosság rendszerint a szer magas vérszintjét jelzi, és a túl gyors felszívódás eredménye. Az etidokaint a máj bontja le, ezért súlyos májbetegség esetén körültekintően kell eljárni.
Alacsony vérnyomást és a pulzus csökkenését okozhatja, ami akár szívbénuláshoz is vezethet. Bár az etidokainnal együtt adott adrenalin a szívre élénkítőleg hat, ezt ellensúlyozza az erek kitágulása által okozott vérnyomáscsökkenés.
A véletlenül gerinchártya alá került szer a mennyiségtől függően a gerincvelő részleges vagy akár teljes bénulását okozhatja, mely a széklet- és vizeletmegtartás zavarát, a gerinc alsó részében az érző, mozgató és autonóm idegek állandósult károsodását okozhatja, mely ritkán, akkor is hónapok alatt gyógyul, gyakran csak részlegesen.
Ritka esetekben fogászati beavatkozás után órákkal, néha napokkal szájzár(en) alakult ki, mely a legtöbbször napok, esetleg hetek múltán megszűnt, de voltak betegek, akiknél több hónapig is eltartott. Nem sikerült összefüggést találni sem a szer mennyisége, sem a beavatkozás módja és a szájzár kialakulása között.
Ha az etidokaint adrenalinnal együtt adják, az kölcsönhatásba léphet monoamin-oxidáz gátló(en) szerekkel (az adrenalin is monoamin) és vérnyomásnövelőkkel (mivel az adrenalin is vérnyomásnövelő szer), jelentős vérnyomásemelkedés veszélyét okozva.

## Adagolás
Az etidokain biztonságossága nagymértékben függ a helyes adagtól és alkalmazási módtól. A pulzus és a légzési gyakoriság váratlan megnövekedésekor, labilis vérnyomáskor a kezelést minél gyorsabban félbe kell szakítani, oxigént és/vagy intravénás dantrolént adni.
A helyi érzéstelenítést vérerekkel sűrűn behálózott helyre adott injekció formájában végzik. Az érbe adás elkerülésére a fecskendővel először szívni kell, és ha vér kerül bele, áthelyezni. A legnagyobb adag adrenalinnal együtt 400, önállóan 300 mg, mely 2–3-óránként ismételhető.
Fogászati alkalmazáskor 1–5 ml 1,5%-os oldat 1:200.000 adrenalinnal a legtöbb esetben elegendő.
Caudalis vagy epiduralis alkalmazáskor (gerincbe adáskor) először legalább öt perccel a teljes mennyiség előtt 2–5 ml tesztmennyiséget kell beadni, nehogy a szer véletlenül a pókhálóhártya alatti térbe kerüljön. Ha a teszt dózisban 10–15 mg adrenalin is van, és a szer véletlenül érbe kerül, a beteg pulzusa 45 másodpercen belül legalább 20-szal nő, és a megnövekedett pulzus legalább 15 másodpercig tart.
A teljes adag 100–300, lábműtétnél vagy császármetszésnél 150–300 mg.

## Készítmények
Hidroklorid só formájában (a megfelelő pH-érték érdekében):
- Duranest
- Duranest mit Adrenalin

Magyarországon nincs forgalomban.